# Архангельский, Святослав Николаевич
Святослав Николаевич Архангельский (4 [17] мая 1904, Саратов — 8 мая 1963, Севастополь) — советский актёр, художник-постановщик и режиссёр. Заслуженный артист УССР с 1954 года.

## Биография
Родился в Саратове. В 1924 году окончил высшие государственные мастерские театрального искусства; в 1926 году-актерский факультет Саратовского театрального техникума.
С 1926 года работал в театрах Вольска, Астрахани, Алма-Аты, Ярославля, Горького; в 1934—1935 годах— в Саратовском драматическом театре; с 1935 года — ведущий актер, затем художник-постановщик, с 1957 года — главный художник Севастопольского Русского драматического театра имени Анатолия Луначарского. Умер в Севастополе 8 мая 1963 года.

## Творчество
сыграл роли
- Муров, Мелузов («Без вины виноватый», «Таланты и поклонники» Александра Островского);
- Хлестаков («Ревизор» Николая Гоголя);
- Барон («На дне» Максима Горького);
- Лаэрт, Яго («Гамлет», «Отелло» Уильяма Шекспира);
- Труфальдино («Слуга двух господ» по Карло Гольдони);
- Каренин («Анна Каренина» по Льву Толстому);
- Серебряков («Дядя Ваня» Антона Чехова);
- Хиггинс («Пигмалион» Бернарда Шоу);
- Теодоро («Собака на сене» Лопе де Веги).

Как режиссёр осуществил более 30 постановок. Исследовал историю костюма. Автор около 3-х тысяч рисунков одежды.